# Ritornerò
Ritornerò  è un singolo del cantautore italiano Max Pezzali, il secondo estratto dal suo album dal vivo Max Live 2008, pubblicato il 29 agosto 2008. Il brano compare anche nell'album Le canzoni alla radio.
Il brano parla di ciò che accade, nel campo dell'amore, nell'adolescenza quando non si vede più la ragazza che si ama.
Nel video ufficiale realizzato per il singolo appaiono gli attori romani Nina Torresi e Marco Giallini.